# ジャレッド・ケルニック
- ジャレッド・ケレニック

ジャレッド・ロバート・ケルニック（Jarred Robert Kelenic, 1999年7月16日 - ）は、アメリカ合衆国ウィスコンシン州ミルウォーキー出身のプロ野球選手（外野手）。左投左打。MLBのアトランタ・ブレーブス所属。

## 経歴

### プロ入り前
ウォキショー西高等学校時代の2017年にはU-18ワールドカップにアメリカ合衆国代表として出場しており、大会優勝を経験している。

### プロ入りとメッツ傘下時代
2018年のMLBドラフト1巡目（全体6位）でニューヨーク・メッツから指名され、15日に契約を結んだ（契約金は約450万ドル）。なお、契約しない場合はルイビル大学へ進学の予定であった。契約後、傘下のルーキー級ガルフ・コーストリーグ・メッツでプロデビュー。アパラチアンリーグのルーキー級キングスポート・メッツでもプレーし、2球団合計で56試合に出場して打率.286、6本塁打、42打点、15盗塁を記録した。

### マリナーズ時代
2018年12月1日にエドウィン・ディアス、ロビンソン・カノ、及び金銭2000万ドルとのトレードで、ジェイ・ブルース、アンソニー・スウォーザック、ヘルソン・バティスタ、ジャスティン・ダンと共にシアトル・マリナーズへ移籍した。
2020年はCOVID-19の影響でマイナーリーグが中止されたため、公式戦の出場は無かった。
2021年は傘下のAAA級タコマ・レイニアーズで開幕を迎えた。5月13日にメジャー契約を結んでアクティブ・ロースター入り。同日のクリーブランド・インディアンス戦に「1番・左翼手」で先発出場してメジャーデビューを果たした。5月14日のインディアンス戦でアーロン・シバーレからメジャー初安打となる2点本塁打を放った。その後23試合に出場するも打率.096と不振で、6月7日にAAA級タコマへ降格した。
2022年はマリナーズで開幕を迎えたが、30試合で打率.140と不振にあえぎ、タコマに降格した。その後は昇格と降格を繰り返し、マリナーズでは54試合で打率.141と2年連続で不振のシーズンとなった。2022年のシーズン終了時点でケルニックのメジャーリーグでの通算打率は.168で、これは550打席以上の打者ではジョン・ブコビッチの.161に次ぐワースト2位の成績となった。
2023年は開幕からマリナーズでスタメンに定着し、4月には自身初となる4試合連続ホームランを放った。7月19日の時点で94試合のうち90試合に出場し、打率.252、11ホームラン、45打点、12盗塁と飛躍のシーズンを遂げたが、同日のツインズ戦で3点を追う9回無死一、二塁の場面で見逃し三振をした怒りのあまり、ベンチでウォータークーラーを蹴り飛ばして左足を骨折し、シーズンの佳境でチームを離脱する失態を犯した。

### ブレーブス時代
2023年12月3日にジャクソン・カワー、コール・フィリップスとのトレードで、マルコ・ゴンザレス、エバン・ホワイト、金銭と共にアトランタ・ブレーブスへ移籍した。
2024年は外野のレギュラーに定着したものの、前年より成績を下げてしまった。
移籍2年目の2025年は開幕から打率.167（60打数10安打）、２本塁打、２打点、OPS.531と打撃不振に苦しみ、4月29日にAAA級グウィネット・ストライパーズに降格した
。

## プレースタイル
流麗なスイングからラインドライブを広角に放つ中距離打者。身体能力は高い一方で中堅手としての守備の評価は分かれるが、適性は憧れのブライス・ハーパーのような強肩を生かした右翼手という声もある。

## 詳細情報

### 年度別打撃成績
| 年 度    | 球 団    | 試 合 | 打 席 | 打 数 | 得 点 | 安 打 | 二 塁 打 | 三 塁 打 | 本 塁 打 | 塁 打 | 打 点 | 盗 塁 | 盗 塁 死 | 犠 打 | 犠 飛 | 四 球 | 敬 遠 | 死 球 | 三 振 | 併 殺 打 | 打 率 | 出 塁 率 | 長 打 率 | O P S |
| -------- | -------- | ----- | ----- | ----- | ----- | ----- | -------- | -------- | -------- | ----- | ----- | ----- | -------- | ----- | ----- | ----- | ----- | ----- | ----- | -------- | ----- | -------- | -------- | ----- |
| 2021     | SEA      | 93    | 377   | 337   | 41    | 61    | 13       | 1        | 14       | 118   | 43    | 6     | 4        | 0     | 1     | 36    | 0     | 3     | 106   | 5        | .181  | .265     | .350     | .615  |
| 2022     | SEA      | 54    | 181   | 163   | 20    | 23    | 5        | 1        | 7        | 51    | 17    | 5     | 2        | 0     | 1     | 16    | 0     | 1     | 61    | 3        | .141  | .221     | .313     | .534  |
| 2023     | SEA      | 105   | 416   | 372   | 44    | 94    | 25       | 2        | 11       | 156   | 49    | 13    | 5        | 0     | 2     | 41    | 4     | 1     | 132   | 6        | .253  | .327     | .419     | .746  |
| 2024     | ATL      | 131   | 449   | 412   | 49    | 95    | 18       | 2        | 15       | 162   | 45    | 7     | 2        | 1     | 3     | 32    | 1     | 1     | 133   | 5        | .231  | .286     | .393     | .679  |
| MLB：4年 | MLB：4年 | 383   | 1423  | 1284  | 154   | 273   | 61       | 6        | 47       | 487   | 154   | 31    | 13       | 1     | 7     | 125   | 5     | 6     | 432   | 19       | .213  | .284     | .379     | .663  |

- 2024年度シーズン終了時

### 年度別守備成績
| 年 度 | 球 団 | 左翼（LF） | 左翼（LF） | 左翼（LF） | 左翼（LF） | 左翼（LF） | 左翼（LF） | 中堅（CF） | 中堅（CF） | 中堅（CF） | 中堅（CF） | 中堅（CF） | 中堅（CF） | 右翼（RF） | 右翼（RF） | 右翼（RF） | 右翼（RF） | 右翼（RF） | 右翼（RF） |
| 年 度 | 球 団 | 試 合      | 刺 殺      | 補 殺      | 失 策      | 併 殺      | 守 備 率   | 試 合      | 刺 殺      | 補 殺      | 失 策      | 併 殺      | 守 備 率   | 試 合      | 刺 殺      | 補 殺      | 失 策      | 併 殺      | 守 備 率   |
| ----- | ----- | ---------- | ---------- | ---------- | ---------- | ---------- | ---------- | ---------- | ---------- | ---------- | ---------- | ---------- | ---------- | ---------- | ---------- | ---------- | ---------- | ---------- | ---------- |
| 2021  | SEA   | 14         | 24         | 0          | 1          | 0          | .960       | 77         | 202        | 2          | 3          | 1          | .986       | 3          | 4          | 0          | 0          | 0          | 1.000      |
| 2022  | SEA   | 3          | 2          | 0          | 0          | 0          | 1.000      | 24         | 50         | 2          | 1          | 0          | .981       | 24         | 49         | 2          | 0          | 0          | 1.000      |
| 2023  | SEA   | 79         | 124        | 1          | 3          | 0          | .977       | 8          | 12         | 0          | 0          | 0          | 1.000      | 21         | 47         | 0          | 0          | 0          | 1.000      |
| 2024  | ATL   | 75         | 120        | 3          | 2          | 0          | .984       | 50         | 111        | 1          | 1          | 0          | .991       | 1          | 0          | 0          | 0          | 0          | ----       |
| MLB   | MLB   | 171        | 270        | 4          | 6          | 0          | .979       | 159        | 375        | 5          | 5          | 1          | .987       | 49         | 100        | 2          | 0          | 0          | 1.000      |

- 2024年度シーズン終了時

### 記録
MiLB
- オールスター・フューチャーズゲーム選出：2回（2019年、2021年）

### 背番号
- 10（2021年 - 2023年）
- 24（2024年 - ）